# صالح‌آباد شرقی
صالح‌آباد شرقی، روستایی  از توابع بخش مرکزی شهرستان ری در استان تهران ایران است.
```
بر اساس 
سرشماری مرکز آمار ایران
 
در سال ۱۳۸۵
، جمعیت آن ۲٬۷۵۳ نفر (۱٬۳۴۹خانوار) بوده‌است.
```